# Vinnie Vincent Invasion
Vinnie Vincent Invasion — американський рок-гурт з Лос-Анджелеса, утворений Вінні Вінсентом після звільнення з гурту Kiss. Обидва випущених гуртом альбоми, Vinnie Vincent Invasion (1986) і All Systems Go (1988), займали 64 місце в Billboard 200.

## Дискографія
- Vinnie Vincent Invasion (1986)
- All Systems Go (1988)[3][2]